# Búri (Höhle)
Die Búri-Höhle liegt in der Gemeinde Ölfus im südwestlichen Island. Sie wurde am 7. Mai 2005 von dem Vulkanologen Björn Hróarsson entdeckt und erforscht. Die Höhle gilt als einer der bemerkenswertesten Funde der isländischen Höhlenforschung.

## Lage
Die Höhle liegt nordwestlich des Orts Þorlákshöfn und etwa 45 km südöstlich von Reykjavík auf der Halbinsel Reykjanesskagi.

## Entstehung
Búri liegt inmitten des Leitahraun-Lavafeld und ist vermutlich entstanden, als ein flüssiger Lavastrom unterirdisch erstarrte. Dabei kühlten die Wände schneller aus, die restliche Lava floss ab und Hohlräume entstanden. Diese sind zum Teil bis zu 10 m hoch und 10 m breit. Am Ende des über 1 Kilometer langen Höhlensystems befindet sich ein 17 m langer Schacht, der durch einen Lavafall entstanden ist.

## Betreten der Höhle
Der Eingang der Höhle befindet sich in einer Senke am südlichen Hang und liegt versteckt hinter größeren Felsbrocken, verläuft vertikal und hat einen Durchmesser von lediglich ≈ 80 cm. Das Tragen eines Helms wird dringend empfohlen, zum Teil müssen enge Stellen durchkrochen werden, daher werden geführte Touren von örtlichen Touristenorganisationen angeboten.